# Itaquai
De Itaquai is een rivier in de staat Amazonas in het noordwesten van Brazilië. De rivier stroomt doorheen de Vale do Javari, een van de grootste inheemse gebieden in Brazilië.
De rivier bevindt zich in het bovenste Amazonebekken aan de oostelijke grens van de gemeente Atalaia do Norte. De belangrijkste zijrivier is de Rio Branco. Stroomafwaarts vormt zij samen met de rivier Ituí de bovenloop van de Solimões.